# OPS-24

OPS-24 — японская корабельная трёхкоординатная РЛС с активной фазированной решёткой (АФАР). 
Разработана Институтом научно-технических исследований и развития (TRDI, Technical Research and Development Institute) при Министерстве обороны Японии, производится компанией «Мицубиси Электрик». OPS-24, впервые установленный на эсминце Hamagiri (DD-155) типа «Асагири», стал первым японским радаром с активной решёткой, установленным на боевом корабле. Радар также используется на эсминцах типа «Мурасамэ» и «Таканами».